# Dmitrij Stěpanovič Čuvachin
Dmitrij Stěpanovič Čuvachin (rusky Дмитрий Степанович Чувахин; 1903–1997) byl sovětský diplomat, velvyslanec.

## Život
Roku 1934 absolvoval Moskevský inženýrsko-stavební institut. V letech 1936 až 1938 studoval na Moskevském institutu orientalistiky. Poté začal pracovat v diplomatických službách Lidového komisariátu zahraničních věcí SSSR, kde vystřídal několik funkcí: pracovník velvyslanectví Sovětského svazu ve Spojených státech amerických (1938 až 1942), zástupce vedoucího oddělení Lidového komisariátu (1942 až 1945, poradce sovětského velvyslanectví v Albánii (1945). Roku 1945 se stal vyslancem v Albánii, v letech 1952 až 1953 působil jako zástupce vedoucího Oddělení balkánských států Ministerstva zahraničních věcí SSSR.
V rozmezí let 1953 až 1958 zastával post velvyslance v Kanadě, poté se vrátil na ministerstvo zahraničí jako zástupce vedoucího Oddělení skandinávských států (1958 až 1959) a následně jako zástupce vedoucího Oddělení jihovýchodní Asie (1961 až 1964). Krátce v roce 1964 byl velvyslancem v Zanzibaru a poté do roku 1967 velvyslancem v Izraeli. V období let 1967 až 1970 pracoval v ústřední administrativě Ministerstva zahraničních věcí SSSR.